# Myaptex hermanni
Myaptex hermanni är en tvåvingeart som beskrevs av Hull 1962. Myaptex hermanni ingår i släktet Myaptex och familjen rovflugor. Inga underarter finns listade i Catalogue of Life.